# Mészáros Imre (honvédtiszt)
Mészáros Imre (angolul: Emery Mészáros) (Magyarország, 1824 – USA, 1880 után) magyar honvédtiszt; tisztként és lovasezred őrnagyaként szolgált az amerikai polgárháborúban az északiak oldalán.

## Életútja
Jogtudományi tanulmányokat folytatott, az 1840-es évek elején felvették az ügyvédi kamarába. Honvédtiszt volt az 1848-49-es magyar szabadságharcban, 1848 nyarán nemzetőr százados, 1848 októbertől őrmester a Győrben alakuló 39. honvédzászlóaljnál, novembertől hadnagy és segédtiszt, 1849 áprilisától főhadnagy, a fegyverletételkor százados ugyanitt. A világosi fegyverletétel után emigrálnia kellett, Londonba ment, itt a londoni magyar tiszti iskola hallgatója lett, de 1851 végén már az Újvilágba hajózott. New Yorkban a Freund-féle műmárvány telepen dolgozott, egy ideig Ács Gedeon református lelkész is munkatársa volt.
Az amerikai polgárháborúban John C. Frémont tábornok mellett nyert alkalmazást, majd David Hunter (1802-1886) és Samuel Ryan Curtis (1805-1866) tábornokok alatt a 4. számú missouri önkéntes lovasezred őrnagyaként teljesített katonai szolgálatot, a Benton-huszárokat pedig Németh József ezredes vezette, mindkét tiszt igen kitűnt azokban a csatákban, amelyek 1862 februárjában és márciusában folytak azért, hogy Missourit az északiaknak biztosítsák. William S. Burns hadnagy bírálta Mészáros hadi taktikáját, s Mészáros hadbíróság elé került, de felmentették, helyette más okból Burns részesült elmarasztalásban. Ezek után Mészáros Floridába került, az 1. számú Floridai lovasezred „C” századában századosi beosztásban teljesített szolgálatot a polgárháború végéig. (Asbóth Sándor hadosztályában szolgált több magyar tiszttel együtt, köztük Gaál Sándor, Ruttkay Albert.) A polgárháború végén, 1865 november 17-én szerelt le a floridai Tallahassee-ben.
A polgárháború befejezése után Floridában telepedett le, Tallahassee fővároshoz tartozó területen 1875-ben vásárolt egy 110 holdas farmot, ahol az 1880-as népszámlálás adatai szerint narancstermesztéssel foglalkozott.

## Családi állapota
- Nőtlen ember volt.